# Ездимирци
Ездимирци е село в Западна България. То се намира в община Трън, област Перник.

## География
Село Ездимирци се намира в планински район.
В близост до с. Банкя известно с минералните си извори и Трънското ждрело.

## История
В стари записки и османски регистри селото е отбелязвано като: Йездимирджи в 1453 г., Яздимировджа, Яздимировча в 1576 г.; Eздимирци в ХIХ в.

## Редовни събития
Съборът на селото се провежда първата седмица на месец юни от 1 до 3 юни